# 西營盤 (小說)
《西營盤》，原稱《自從知道咗西營盤站延遲嘅秘密之後，我就再唔敢搭港島綫》，是香港作家有心無默於2016年在網上連載的驚悚奇幻小說，以延遲啟用的西營盤港鐵站以及關於屈地站和林士站的都市傳說為創作背景。《西營盤》廣受網民好評，於同年出版了實體小說，且獲得該年度香港金閱獎的「最佳文史哲類書籍」獎項。 
該小說曾於2016年宣佈將會改編成電影，但最終於2020年宣佈取消電影化。 

## 情節
故事發生在港鐵西營盤站經過多次工程延誤終於開始使用後，主角阿弘是西營盤站的夜更保安員，某天值班時他在月台發現並救起一個被困在路軌上的女子，他欲與大堂經理一同將女子送往西區警署，然而途中經理突然變成怪物襲擊二人，阿弘隨即失去意識。 
阿弘醒過來時發現自己身處醫院，並有一位名叫賈彥的男子警告阿弘不要去探究發生的事和暫時不要回到西營盤站。然而在半個月後，阿弘因情況緊急被迫乘坐港島綫，途中陷入昏迷。醒來後阿弘發現他與另外四人——阿Yan、賈亮、Tracy和柏哥一同被困於一輛詭異的空列車。列車行駛一段時間後到達西營盤站，五人隨即收到來自賈彥的錄音訊息，告訴他們正身處一個模仿西營盤站構建的假站，而逃離的辦法只有C出口的升降機。但當眾人打算前往C出口時，阿弘卻突然被人擊昏。阿弘醒來後只有賈亮在身邊，賈亮告訴他是柏哥將他擊昏。二人來到C出口乘坐升降機，但升降機卻通往一個地牢，二人亦在地牢中遇到阿Yan。阿Yan看到賈亮後十分驚慌，並告訴阿弘剛才是賈亮將他擊昏。但一隻怪物突然出現，捅穿賈亮的身體並將他拖到黑暗中。後來，阿弘又在地牢中遇到他失蹤多時的同事達叔。達叔告訴阿弘他們正身處地底人幔特契的地盤，幔特契是打算把阿弘等已經進入「成熟期」的人類捉來「收割」他們的血和皮，並佔用他們的身體。談話期間，一隻幔特契突然出現並擊昏阿弘，幸得阿Yan用手機電筒將幔特契引開。
阿弘醒來後發現附近有一名少女，她自稱「April」，並帶著阿弘深入幔特契的領地打算拯救Tracy和柏哥。然而他們趕到時，柏哥已被幔特契「收割」，他們只能救下Tracy。過程中「April」告訴阿弘她其實是幔特契，但她希望能幫助人類。三十年前，英國和蘇聯兩國曾與幔特契建交，並興建了屈地站作為交流點。「April」與一名人類代表April成為好友。然而兩個種族因一次誤會而爆發衝突，雙方死傷慘重，屈地站亦因此而地陷。戰爭中「April」和April均受重傷，最終April犧牲自己，讓「April」收割她的血和皮，而「April」亦決定要繼承April的身份和遺志活下去，讓「奇靈」和幔特契重新建交。
已經佔領賈亮身體的幔特契頭目拿靈致電三人，告訴他們阿Yan在救下阿弘後被其抓住，但她尚未「成熟」，無法「收割」，因此拿靈以阿Yan為人質，提出一換一的交易。三人遂前往假站與拿靈談判，沿著路軌走時再次遇到達叔。隨後四人一同趕路，抵達後「April」隨即帶領眾人進入控制室，並揭示這個假站其實是K.L.D.所建的防禦工事。「April」指西營盤站的壁畫有抑制幔特契精神電波的功效，但卻因主電源被關閉而失效。她對此大惑不解，因為只有K.L.D.成員才會知道壁畫的秘密。她隨即用控制室電腦通知K.L.D.要求增援，並打算由她和阿弘假裝與拿靈在大堂交易，Tracy和達叔留在控制室內重啟壁畫，殺死站內的幔特契。計劃起初順利進行，然而就在阿弘給拿靈致命一擊之際，壁畫卻突然失效，令阿弘反被制服。達叔隨即扛著昏厥的Tracy從控制室走出來，揭示他就是K.L.D.的內鬼。 
阿弘再度從昏迷中甦醒，與「April」、阿Yan一同被拿靈關著，而Tracy已被拿靈的副手「收割」。達叔隨即前來向阿弘道歉，並解釋他是為了拯救垂死的妻子而與拿靈合作，給他五個人類身體進行收割，於是他便將幔特契的血植入了阿弘等身邊的人體內，但他事後十分後悔，要求拿靈放過阿弘。這時賈彥帶領的K.L.D.部隊趕到，並與拿靈的部下開戰，但寡不敵眾。突然，整個假站發生爆炸，原來「April」在控制室內呼救時已啟動假站的自毁程序，阿弘等人跳下月台躲過一劫。當眾人逃上K.L.D.部隊的列車後，未被炸死的拿靈出現阻撓眾人。「April」遂決定犧牲自己，跳下列車拖住拿靈，而假站再度爆炸，阿弘亦失去意識。 
阿弘於醫院醒來，看到在爆炸中倖存的賈彥坐在床邊。賈彥表示有意招攬阿弘加入K.L.D.，而阿弘最終決定要繼承「April」的遺志而答允。

## 主要角色
- 阿弘：男主角，全名梁慕弘[4]。港鐵西營盤站的夜更保安員，意外捲入了地底人幔特契與人類的紛爭中。於結尾加入專門處理幔特契事務的人類組織K.L.D.。
- 「April」：女主角，幔特契，使用一個名為April的人類女子的身體。三十年前為幔特契與人類交涉的代表之一，但雙方爆發衝突，使她身受重傷，終因人類好友April犧牲自己讓其「收割」才得以存活，並因此打算繼承April遺志調停人類和幔特契的紛爭。故事尾段打算犧牲自己與拿靈同歸於盡，但在結尾彩蛋揭示並未身亡[5]。
- 達叔：港鐵西營盤站的夜更保安員，阿弘的搭檔，實為K.L.D.成員，亦是組織的內鬼和西營盤站發生各種怪事的始作俑者。
- 拿靈／「賈亮」：反派。幔特契頭目，希望幔特契一族能到地面反攻人類。為了向賈彥報復而「收割」其弟弟賈亮。故事尾段被「April」故意拖延而在假西營盤站的爆炸中身亡。
- 阿Yan：學生，與阿弘一同出現在空列車上的五人之一。故事中段為救阿弘而被拿靈捉住，最終在事件中倖存。
- 賈彥：K.L.D.幹部，暗中與「April」聯絡的線人，亦是賈亮的孿生哥哥。故事開首曾警告阿弘遠離西營盤站，並在尾段率兵到假西營盤站支援「April」等人。
- 賈亮：廢青，與阿弘一同出現在空列車上的五人之一，賈彥的孿生弟弟，與家人關係不和。故事開首被幔特契操控，後在升降機附近被拿靈捉走並「收割」死亡。
- Tracy：空姐，與阿弘一同出現在空列車上的五人之一。故事開首險被幔特契「收割」，幸被阿弘和「April」救起，但在尾段因達叔的背叛而被拿靈的副手「收割」死亡。
- 柏哥：外科醫生，與阿弘一同出現在空列車上的五人之一。故事開首被幔特契操控，後被幔特契「收割」，轉化過程中被阿弘殺死。
- 「Tracy」：幔特契，拿靈的副手兼情人。故事尾段「收割」了Tracy的身體，最終死於假西營盤站的爆炸中。
- 卓靈：阿弘的未婚妻。

## 創作與出版
作者有心無默有一次在2014年港島綫西延剛開通時乘坐往堅尼地城方向列車，但不小心睡過頭，醒來時剛到香港大學站，而他留意到中間的西營盤站反而尚未開通，且對此感到好奇。於是他開始在網上搜集和詢問工程界友人有關西營盤的都市傳說，繼而萌生了創作《西營盤》的念頭。但由於他當時正在撰寫其他故事，因此在2016年才動筆。而有心無默刻意使用粤文來撰寫《西營盤》，希望能保留粤語文化，且令粤語在文學界發揮更大的影響力。有心無默於2016年在高登討論區和Facebook以《自從知道咗西營盤站延遲嘅秘密之後，我就再唔敢搭港島綫》為題同步連載小說，且使用與讀者互動的方式，讓讀者投票決定劇情走向。小說在連載不久便在社交媒體瘋傳，每章的點擊率以十萬計，推出大結局時更有八萬名讀者同時追看。
《自從知道咗西營盤站延遲嘅秘密之後，我就再唔敢搭港島綫》因在網上爆紅而在同年實體出版，由點子出版於2016年7月1日在香港發行，並更名為《西營盤》。《西營盤》在出版不久後便售出過萬本，登上了商務印書館、誠品書店等大型書局的暢銷榜。

## 反響
《西營盤》的反響普遍正面，在連載不久後便登上了高登討論區的熱門，被視為「高登小說」的代表作之一。而該作也在Facebook被瘋狂轉載，廣獲好評。《西營盤》亦獲得2016年度香港金閱獎的「最佳文史哲類書籍」獎項。 

## 衍生作品

### 改編電影
2016年，有心無默在Facebook宣佈《西營盤》將會改編成電影，前期籌拍工作已經開始，將會成為第五部電影化的高登小說，並會由網民投票揀選飾演男主角阿弘的演員，人選包括謝霆鋒、張繼聰、蔡瀚億、游學修、周柏豪等。然而有心無默於2020年在Patreon宣佈電影化計劃擱置。

## 註腳
1. ↑  幔特契對人類的稱謂。名字來自位於西營盤的奇靈里[3]。
2. ↑  K.L.D.是人類處理幔特契事務的組織。